# La Vraie-Croix
La Vraie-Croix (bretonisch Langroez) ist eine französische Gemeinde mit 1.484 Einwohnern (Stand 1. Januar 2022) im Département Morbihan in der Region Bretagne.

## Geografie
La Vraie-Croix liegt rund 17 Kilometer nordöstlich von Vannes im Osten des Départements Morbihan.
Nachbargemeinden sind Larré im Norden und Nordosten, Questembert im Osten und Südosten, Sulniac im Süden und Südwesten sowie Elven im Westen und Nordwesten.

## Bevölkerungsentwicklung
| Jahr                       | 1962 | 1968 | 1975 | 1982 | 1990 | 1999 | 2006 | 2012 | 2019 |
| Einwohner                  | 702  | 666  | 723  | 835  | 1068 | 1068 | 1263 | 1382 | 1489 |
| Quellen: Cassini und INSEE |      |      |      |      |      |      |      |      |      |

## Sehenswürdigkeiten
- Templerkirche
- Kirche Saint-Isidore

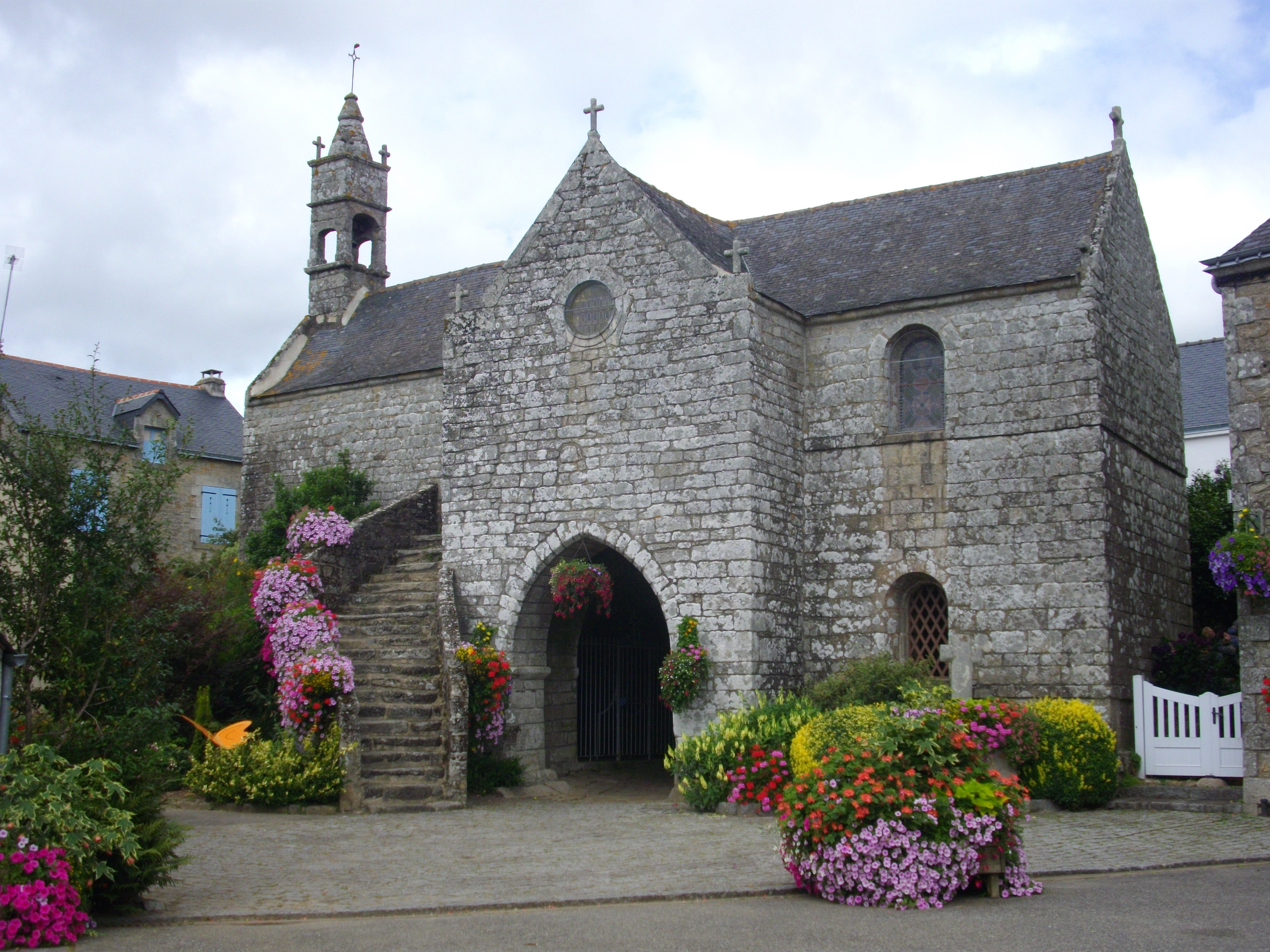
Kirche der Templer
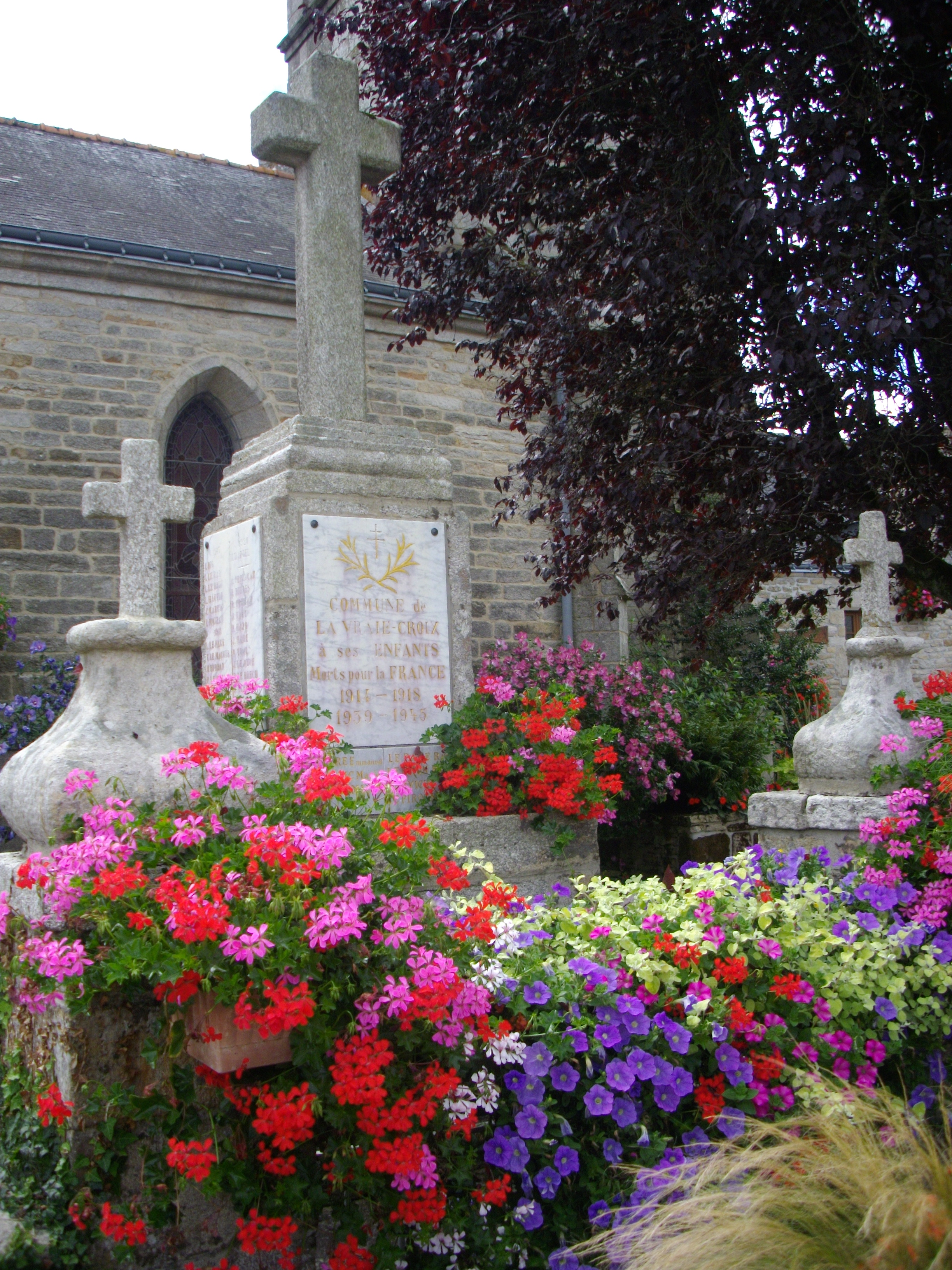
Denkmal der Gefallenen
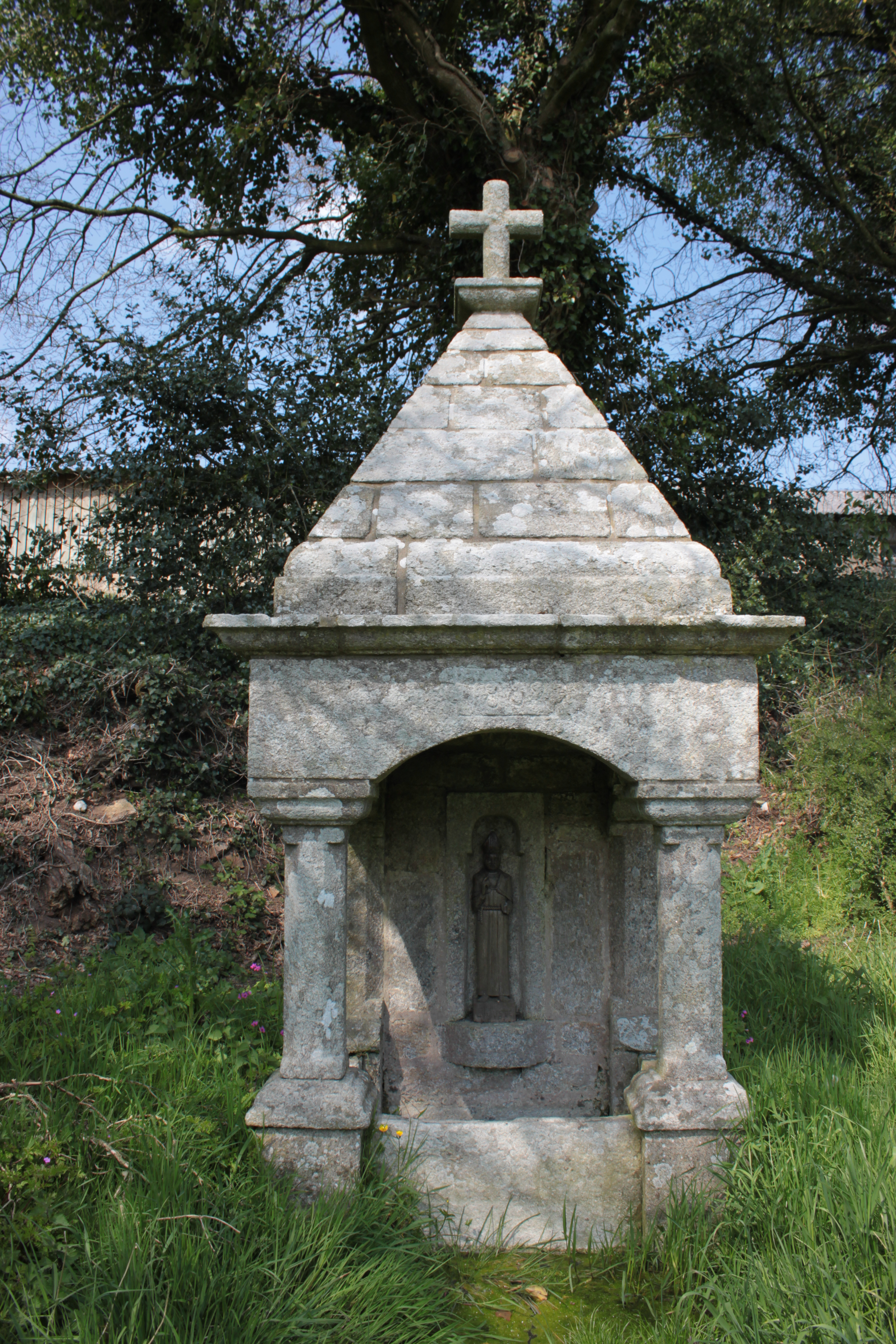
Quelle Fontaine Saint-Just
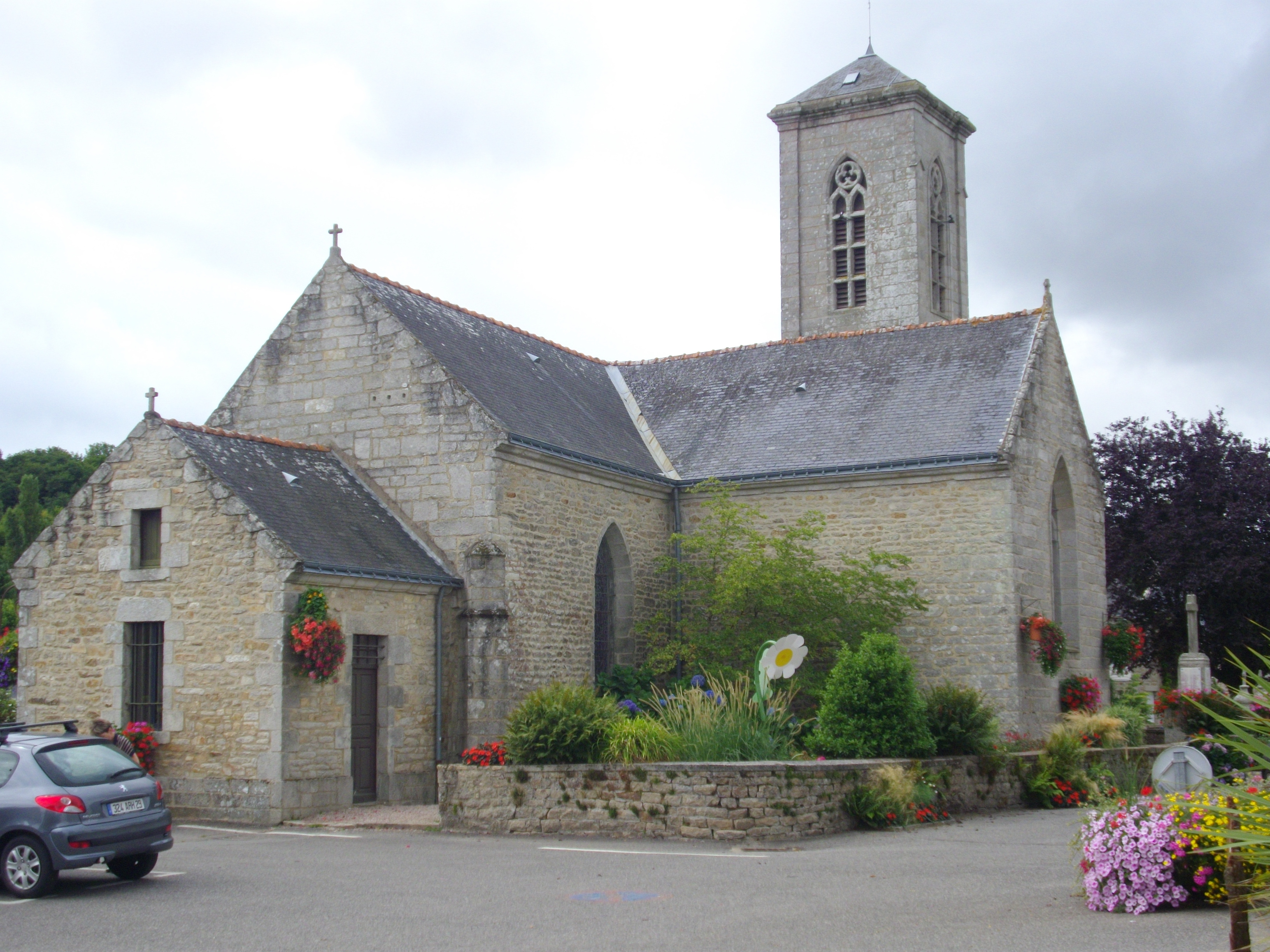
Kirche Saint-Isidore